# اورتائول
اورتائول (انگلیسی: Urtaul) یک شهرک در شهرستان کراسنوکامسکی استان باشقیرستان کشور روسیه است.